# Емил Костадинов
Емил Любчов Костадинов е български футболист, нападател. Роден е на 12 август 1967 г. в София. Той е част от знаменитото футболно трио в ЦСКА „Емил Костадинов, Любослав Пенев и Христо Стоичков“. Един от най-обичаните български футболисти, автор на някои от най-важните голове за златното поколение на националния отбор по футбол през 90-те години на XX век. 
Емил Костадинов е известен най-вече с прозвището си „Екзекутора на петлите“ и с това, че обича да спи до късно и трудно може да бъде събуден. Проспивал е футболни конференции и др. На 17 ноември 1993 година с негов гол секунда преди да изтече редовното време на мача Франция-България Костадинов вкарва втория си гол в мача и резултатът става 2:1 в полза на България, като по този начин той я класира за световното първенство в САЩ през следващата година. На световното първенство Костадинов отново е част от националия отбор.
На световното първенство във Франция Костадинов е автор на единствения гол за България в мача срещу Испания, завършил 1:6.
Докато играе за националния тим на България, Емил Костадинов отбелязва голове срещу противници като Германия /1995 г./, Бразилия /1990 г./, Франция /1993 г./, Италия /1991 г./, Испания /1998 г./, Шотландия /1991 г./, Швейцария /1991 г./ и др.
Костадинов е първият българин, вкарал гол във финал на европейски клубен турнир през сезон 1995/96, когато печели купата на УЕФА с „Байерн Мюнхен“. В евротурнирите за ЦСКА има 21 мача и 8 гола (7 мача и 3 гола за КЕШ, 8 мача с 4 гола за КНК и 6 мача с 1 гол за купата на УЕФА).
Печелил е Купата на УЕФА с „Байерн“ (1996 г.), полуфиналист в Шампионската лига с „Порто“ (1994 г.) и за КНК с ЦСКА (1989 г.), с българския тим играе и четвъртфинал за КЕШ (1990 г.)
Емил Костадинов изпълнява функцията на вицепрезидент на БФС. На 1 март 2024 г. бива обявен за временен президент на БФС, до провеждането на избори за нов изпълком на 15 март 2024 г.

## Статистика по сезони
| Сезон       | Отбор               | Първенство            | Мачове | Голове |
| ----------- | ------------------- | --------------------- | ------ | ------ |
| 1984/85     | ЦСКА                | А РФГ                 | 2(3)   | 0      |
| 1985/86     | ЦСКА                | А РФГ                 | 13(20) | 2(4)   |
| 1986/87     | ЦСКА                | А РФГ                 | 25(33) | 3(7)   |
| 1987/88     | ЦСКА                | А РФГ                 | 24(32) | 14(15) |
| 1988/89     | ЦСКА                | А РФГ                 | 29(46) | 12(23) |
| 1989/90     | ЦСКА                | А РФГ                 | 26(42) | 6(15)  |
| 1990/91     | Порто               | Португалска Суперлига | 33     | 8      |
| 1991/92     | Порто               | Португалска Суперлига | 29     | 9      |
| 1992/93     | Порто               | Португалска Суперлига | 29     | 10     |
| 1993/94     | Порто               | Португалска Суперлига | 22     | 16     |
| 1994/есен   | Порто               | Португалска Суперлига | 1      | 1      |
| 1994/есен   | Депортиво Ла Коруня | Примера Дивисион      | 9      | 2      |
| 1995/пролет | Байерн              | Бундеслига            | 9      | 2      |
| 1995/96     | Байерн              | Бундеслига            | 27     | 7      |
| 1996/97     | Фенербахче          | Турска Суперлига      | 25     | 11     |
| 1997/98     | ЦСКА                | А РФГ                 | 11(12) | 7(7)   |
| 1998/99     | Тигрес              | Примера А             | 9      | 2      |
| 1999/есен   | Майнц 05            | Втора Бундеслига      | 4      | 1      |

## Биография в дати
- 1985 – дебютира в мъжкия отбор на „ЦСКА“;
- 1990 – подписва договор с португалския „Порто“;
- 1993 – Футболист № 1 на България;
- 1994 – в „Депортиво Ла Коруня“;
- 1995 – в „Хибърниън“ (играе в 4 контроли);
- 1995 – 1997 – в „Байерн Мюнхен“;
- 1997 – 1998 – във „Фенербахче“, Турция;
- 1998 – 2000 – играе в Мексико, Германия и България – УНАМ Тигрес Мексико (1997 – 1998); Майнц 05 (1999 – 2000);
- 2000 – 2001 – изпълнителен директор на ЦСКА;
- 2002 – собственик на мениджърска агенция „Футбол консулт“;

## Професионални успехи
В България с „ЦСКА“
- шампион през 1987, 1989 и 1990
- вицешампион през 1985 и 1988
- бронзов медалист през 1994
- носител на купата на страната през 1985, 1987, 1988 и 1989 г.

В Португалия с „Порто“
- шампион през 1992 и 1993
- полуфиналист за КЕШ през 1994
- носител на Купата на Португалия през 1991 и 1992 г.

В Германия с „Байерн Мюнхен“
- носител на Купата на УЕФА през 1996 г., вкарва гол във втория финал.

## Статистика
В евротурнирите за ЦСКА има 21 мача и 8 гола (7 мача и 3 гола за КЕШ, 8 мача с 4 гола за КНК и 6 мача с 1 гол за купата на УЕФА). За националния отбор дебютира на 24 декември 1988 г. срещу Обединените Арабски Емирства (1:0) в Царджа (автор на гола). Последният му мач е на 24 юни 1998 г. срещу Испания (1:6) в Ланс (автор на гола). Участва на две Световни първенства (през 1994 в САЩ – бронзов медалист, играе в 7 мача и през 1998 във Франция – играе 3 мача и вкарва 1 гол) и на Европейското първенство в Англия през 1996 г., играе в 2 мача. Общо има 69 участия в националния отбор и 26 вкарани гола.